# 28646 Alemran
28646 Alemran è un asteroide della fascia principale. Scoperto nel 2000, presenta un'orbita caratterizzata da un semiasse maggiore pari a 2,336059 UA e da un'eccentricità di 0,128430, inclinata di 2,198261° rispetto all'eclittica.